# На острове Валааме
«На острове Валааме» — картина русского художника Архипа Куинджи (1841/1842—1910), написанная в 1873 году. Картина является частью собрания Государственной Третьяковской галереи (инв. 873). Размер картины — 76 × 130 см.

## История и описание
Картина была написана во время одной из поездок Куинджи на остров Валаам, находящийся на Ладожском озере. В 1873 году картина «На острове Валааме» выставлялась на академической выставке. Хотя она была датирована 1873 годом, предполагается, что в основном она была написана в 1872 году, во время второй летней поездки Куинджи на Валаам. Картина «На острове Валааме» вошла в трилогию художника о северной природе, к которой также относятся картины «Ладожское озеро» (1873) и «Север» (1879).
Художник Илья Репин сообщал о новой работе Куинджи: «Всем она ужасно нравится, и еще не дальше как сегодня заходил ко мне Крамской — он от неё в восторге». В результате картина «На острове Валааме» стала первой картиной Куинджи, купленной Павлом Третьяковым, который приобрёл её прямо с выставки 1873 года. В 1878 году за это полотно, вместе с картинами «Чумацкий тракт в Мариуполе» (1875, ГТГ), «Украинская ночь» (1876, ГТГ) и «Степь» (1875, ЯХМ), Куинджи было присвоено звание классного художника 1-й степени.
На картине изображён дикий берег острова в серебристом предгрозовом освещении. На переднем плане — два дерева, сосна и берёза, проросшие сквозь потрескавшийся гранит и стоящие у впадающей в озеро речушки, поросшей осокой. На заднем плане — тёмный лес и край озера.

## Отзывы и критика
В статье о творчестве Архипа Куинджи искусствовед Виталий Манин отмечал:
«На острове Валааме» — последнее произведение Куинджи, где непосредственное восприятие природы, отмеченное острой психологической напряжённостью, не заслоняется ещё пронзительным чувством социальной неустроенности. Картина «На острове Валааме» показала, что мастерство Куинджи сравнялось с живописным уменьем ведущих пейзажистов его времени. Куинджи стал известным художником.
Искусствовед Владимир Петров так писал в статье, посвящённой 150-летию Куинджи:
Природа Валаама оказалась под стать мощной, стихийной натуре Куинджи, и он создал там ряд пейзажей, уже в полную меру обнаруживших самобытность его дарования. Это прежде всего «Ладожское озеро» (1871, ГРМ) и «На острове Валааме» (1873, ГТГ). Пожалуй, особенно выразительна последняя картина, где художник в красивом серебристом тоне запечатлел освещённый тревожным предгрозовым светом дикий берег острова, над которым сгущаются тучи. Потрескавшийся гранит, сосна и берёза на первом плане, мрачный бор вдали, колышащаяся в темной прозрачной воде осока и летящая одинокая птица — всё здесь изображено Куинджи с особой «густотой» чувства жизни и вызвало высокую оценку современников, в том числе Ф.М. Достоевского, писавшего: «Мгла… сырость вас будто пронизывает всего… Что тут особенного?.. А между тем как это хорошо!»